# Maurice De Grande
Maurice De Grande (Oostkerke, 22 januari 1933 - Brugge, 17 juni 2025) was burgemeester van de Belgische gemeente Koolkerke nabij Brugge, van 1966 tot 1970.

## Levensloop
De Grande was de zoon van Amandus De Grande en Romanie Deceuninck. Hij trouwde in 1958 in Westkapelle met Rosa Viaene.
Hij werd hoofdboekhouder van het ACW voor het arrondissement Brugge (1963-1970).

## Burgemeester
Na de gemeenteraadsverkiezingen van oktober 1964, waarbij hij tot gemeenteraadslid werd verkozen, werd hij op 3 januari 1965 tot eerste schepen verkozen. Bij koninklijk besluit van 12 januari 1966 werd hij tot burgemeester benoemd, in opvolging van de onverwacht overleden Jozef Dobbelaere.
Hij bleef dit ambt uitoefenen tot 31 december 1970, datum waarop de gemeente ophield te bestaan om deel te gaan uitmaken van de stad Brugge.
In de periode van zijn burgemeesterschap werden enkele nieuwe verkavelingen goedgekeurd en werd heel wat nieuwbouw verricht. Het aantal inwoners steeg dan ook, al bleef Koolkerke veruit de minst bevolkte gemeente van de Brugse randgemeenten en behield ze haar overwegend landelijk karakter.

## Schepen
Op 1 januari 1971 werd De Grande gemeenteraadslid en schepen van de stad Brugge.
Hij werd belast met de verantwoordelijkheid over het personeel. Dit betekende het samenbrengen, in een nieuw organigram en met een eengemaakt statuut van de 750 ambtenaren van de stad Brugge en de circa 125 van de verschillende deelgemeenten. Het betekende ook het organiseren van de onvermijdelijke uitbreiding van de personeelssterkte, die na zes jaar 1250 eenheden bedroeg.
In 1977, bij het aantreden van een bestuur waarbij zijn partij naar de oppositie werd verwezen, bleef De Grande gemeenteraadslid en hij werd in april 1977 ook tot provincieraadslid verkozen, wat hij bleef tot in november 1981. 
Beroepshalve werd hij directeur-zaakvoerder van de Intercommunale maatschappij voor huisvuilverwerking (IVBO) tot in 1998. Op zijn gemeente bleef hij voorzitter van de kerkraad en van het feestcomité, penningmeester van de ACW-afdeling en van Ziekenzorg.